# Geocrinia leai
Espèce
Synonymes
- Crinia leai Fletcher, 1898
- Crinia michaelseni Werner, 1914

Statut de conservation UICN

 LC  : Préoccupation mineure
Geocrinia leai est une espèce d'amphibiens de la famille des Microhylidae.

## Répartition
Cette espèce est endémique du Sud-Ouest de l'Australie-Occidentale. Elle se rencontre jusqu'à 600 m d'altitude,.

## Étymologie
Cette espèce est nommée en l'honneur d'Arthur Mills Lea.

## Publication originale
- Fletcher, 1898 : Contributions to a more exact knowledge of the geographical distribution of Australian Batrachia. No 5. Batrachia of Tasmania. Proceedings of the Linnean Society of New South Wales, sér. 2, vol. 12, p. 660-684 (texte intégral).